# Liste der Stadtkreise Preußens
Die Liste der Stadtkreise Preußens enthält alle Stadtkreise, die jemals in Preußen existiert haben.

## Gliederung
Die Angabe der Stadtkreise erfolgt – entgegen der amtlich üblichen – in dieser Reihenfolge:
- Brandenburg
- Hannover
- Hessen-Nassau
- Ost- und Westpreußen
- Pommern
- Posen
- Rheinland
- Sachsen
- Schlesien
- Schleswig-Holstein
- Westfalen

Diese Gebiete sind oft – aber nicht immer – deckungsgleich mit den z. T. gleichnamigen Provinzen.

## Bezeichnungen der kreisfreien Städte und Stadtkreise
Für die Bezeichnungen Stadtkreis und kreisfreie Stadt galten die folgenden Regelungen:
- Bis zum 31. März 1887 gab es in Preußen sowohl explizite Stadtkreise als auch kreisfreie Städte, die nicht die Bezeichnung Stadtkreis trugen.
- Ab dem 1. April 1887 bis zum 31. Dezember 1938 handelte es sich in allen Fällen um einen Stadtkreis.
- Ab dem 1. Januar 1939 ist die Bezeichnung kreisfreie Stadt, aber gerade in Preußen gab es wohl Ausnahmen. So wurden in Nordrhein-Westfalen erst am 1. Oktober 1953 alle Stadtkreise zu kreisfreien Städten.

## Abkürzungen
- A = Auflösung
- E = Eingliederung
- GA = Gebietsaustausch
- N = Neubildung
- NÄ = Namensänderung
- TA = Ausgliederung eines Teils (Teilausgliederung)
- TE = Eingliederung eines Teils (Teileingliederung)
- TU = Umgliederung eines Teils (Teilumgliederung)
- U = Umgliederung
- (t) = teilweise

## Listen

### Berlin und Brandenburg
| kreisfreie Stadt         | Datum      | Maßnahme |
| ------------------------ | ---------- | --- |
| Berlin                   | 28.01.1860 | TE < Kreise Niederbarnim und Teltow                                                                                               |
| Berlin                   | 02.03.1881 | TE < Kreis Teltow |
| Berlin                   | 01.10.1920 | E < Berlin-Schöneberg, Berlin-Wilmersdorf, Charlottenburg, Lichtenberg, Neukölln und Spandau; TE < Kreise Niederbarnim und Teltow |
| Berlin-Lichtenberg       | 01.04.1912 | NÄ < Lichtenberg |
| Berlin-Lichtenberg       | 01.10.1920 | A > Berlin |
| Berlin-Schöneberg        | 01.04.1912 | NÄ < Schöneberg |
| Berlin-Schöneberg        | 01.10.1920 | A > Berlin |
| Berlin-Wilmersdorf       | 01.04.1912 | NÄ < Deutsch-Wilmersdorf |
| Berlin-Wilmersdorf       | 01.10.1920 | A > Berlin |
| Brandenburg an der Havel | 01.04.1881 | N < Kreis Westhavelland (t) |
| Brandenburg an der Havel | 25.03.1929 | TE < Kreis Westhavelland |
| Brandenburg an der Havel | 01.10.1937 | TE < Kreis Zauch-Belzig |
| Charlottenburg           | 01.01.1877 | N < Kreis Teltow (t) |
| Charlottenburg           | 01.10.1920 | A > Berlin |
| Cottbus                  | 27.10.1886 | N < Kreis Cottbus (t) |
| Cottbus                  | 10.07.1904 | TE < Kreis Cottbus |
| Deutsch-Wilmersdorf      | 01.04.1907 | N < Kreis Teltow (t) |
| Deutsch-Wilmersdorf      | 01.04.1912 | NÄ > Berlin-Wilmersdorf |
| Eberswalde               | 01.04.1911 | N < Kreis Oberbarnim (t) |
| Eberswalde               | 01.05.1936 | TE < Kreis Oberbarnim |
| Forst                    | 27.02.1897 | N < Kreis Sorau (t) |
| Frankfurt/Oder           | 01.01.1827 | N < Kreis Frankfurt (t) |
| Guben                    | 24.07.1884 | N < Kreis Guben (t) |
| Landsberg (Warthe)       | 01.04.1892 | N < Kreis Landsberg (Warthe) (t)                                                                                                  |
| Lichtenberg              | 01.04.1908 | N < Kreis Niederbarnim (t) |
| Lichtenberg              | 01.04.1912 | TE < Kreis Niederbarnim |
| Lichtenberg              | 01.04.1912 | NÄ > Berlin-Lichtenberg |
| Neukölln                 | 27.01.1912 | NÄ < Rixdorf |
| Neukölln                 | 01.10.1920 | A > Berlin |
| Potsdam                  | 27.06.1935 | TE < Kreis Osthavelland |
| Potsdam                  | 01.04.1939 | TE < Landkreise Osthavelland, Ruppin und Zauch-Belzig                                                                             |
| Rathenow                 | 01.07.1925 | N < Kreis Westhavelland (t) |
| Rixdorf                  | 01.05.1899 | N < Kreis Teltow (t) |
| Rixdorf                  | 27.01.1912 | NÄ > Neukölln |
| Schöneberg               | 01.04.1899 | N < Kreis Teltow (t) |
| Schöneberg               | 01.04.1912 | NÄ > Berlin-Schöneberg |
| Spandau                  | 01.04.1887 | N < Kreis Osthavelland (t) |
| Spandau                  | 01.10.1920 | A > Berlin |
| Wittenberge              | 01.08.1922 | N < Kreis Westprignitz (t) |

### Hannover
Am 12. September 1867 wurden jeweils mehrere hannöversche Ämter zu Kreisen zusammengeschlossen. Allerdings blieben die Ämter bestehen. Da die Kreise in erster Linie nur steuerrechtliche Aufgaben wahrnahmen, nannte man sie bis zur Kreisgebietsreform am 1. April 1885 „Steuerkreise“.
| kreisfreie Stadt     | Datum      | Maßnahme                                       |
| -------------------- | ---------- | ---------------------------------------------- |
| Celle                | 01.04.1885 | N < Kreis Celle (t)                            |
| Celle                | 01.04.1939 | TE < Landkreis Celle                           |
| Cuxhaven             | 01.04.1937 | U < Hamburg                                    |
| Emden                | 01.04.1885 | N < Kreis Emden (t)                            |
| Geestemünde          | 01.04.1922 | N < Kreis Geestemünde (t)                      |
| Geestemünde          | 01.11.1924 | A > Wesermünde                                 |
| Goslar               | 01.04.1922 | N < Kreis Goslar (t)                           |
| Goslar               | 01.08.1941 | U > Braunschweig                               |
| Göttingen            | 01.04.1885 | N < Kreis Göttingen (t)                        |
| Hameln               | 01.04.1923 | N < Kreis Hameln-Pyrmont (t)                   |
| Hannover             | 01.01.1870 | TE < Landkreis Hannover                        |
| Hannover             | 01.07.1891 | TE < Landkreis Hannover                        |
| Hannover             | 01.10.1907 | TE < Landkreis Hannover                        |
| Hannover             | 01.01.1920 | E < Linden                                     |
| Harburg              | 01.04.1885 | N < Kreis Harburg (t)                          |
| Harburg              | 01.07.1888 | TE < Landkreis Harburg                         |
| Harburg              | 01.04.1906 | TE < Landkreis Harburg                         |
| Harburg              | 01.10.1910 | TE < Landkreis Harburg                         |
| Harburg              | 01.07.1927 | A > Harburg-Wilhelmsburg                       |
| Harburg-Wilhelmsburg | 01.07.1927 | N < Harburg und Wilhelmsburg                   |
| Harburg-Wilhelmsburg | 01.04.1937 | U > Hamburg                                    |
| Hildesheim           | 01.04.1885 | N < Kreis Hildesheim (t)                       |
| Hildesheim           | 01.04.1911 | TE < Kreis Marienburg                          |
| Hildesheim           | 01.10.1938 | TE < Landkreis Hildesheim und Kreis Marienburg |
| Lehe                 | 01.04.1920 | N < Kreis Lehe (t)                             |
| Lehe                 | 01.11.1924 | A > Wesermünde                                 |
| Linden               | 01.04.1886 | N < Kreis Linden (t)                           |
| Linden               | 01.03.1909 | TE < Landkreis Linden                          |
| Linden               | 01.01.1920 | A > Hannover                                   |
| Lüneburg             | 01.04.1885 | N < Kreis Lüneburg (t)                         |
| Osnabrück            | 01.04.1885 | N < Kreis Osnabrück (t)                        |
| Osnabrück            | 01.04.1914 | TE < Landkreis Osnabrück                       |
| Wesermünde           | 01.11.1924 | N < Geestemünde und Lehe                       |
| Wesermünde           | 01.11.1939 | E < Bremerhaven                                |
| Wesermünde           | 01.11.1947 | NÄ > Bremerhaven                               |
| Wilhelmsburg         | 01.09.1925 | N < Landkreis Harburg (t)                      |
| Wilhelmsburg         | 01.07.1927 | A > Harburg-Wilhelmsburg                       |
| Wilhelmshaven        | 01.04.1919 | N < Kreis Wittmund (t)                         |
| Wilhelmshaven        | 01.04.1937 | U > Oldenburg                                  |

### Hessen-Nassau
| kreisfreie Stadt  | Datum      | Maßnahme                                     |
| ----------------- | ---------- | -------------------------------------------- |
| Cassel            | 01.04.1899 | TE < Landkreis Cassel                        |
| Cassel            | 01.04.1906 | TE < Landkreis Cassel                        |
| Cassel            | 04.12.1926 | NÄ > Kassel                                  |
| Frankfurt am Main | 01.01.1877 | TE < Landkreis Frankfurt                     |
| Frankfurt am Main | 01.04.1886 | TA > Landkreis Frankfurt und Obertaunuskreis |
| Frankfurt am Main | 01.04.1895 | TE < Landkreis Frankfurt                     |
| Frankfurt am Main | 01.07.1900 | TE < Landkreis Frankfurt                     |
| Frankfurt am Main | 01.04.1910 | E < Landkreis Frankfurt                      |
| Frankfurt am Main | 01.10.1928 | TE < Landkreis Hanau und Kreis Höchst        |
| Fulda             | 01.04.1927 | N < Kreis Fulda (t)                          |
| Fulda             | 01.04.1939 | TE < Landkreis Fulda                         |
| Hanau             | 01.04.1886 | N < Kreis Hanau (t)                          |
| Hanau             | 01.04.1907 | TE < Landkreis Hanau                         |
| Kassel            | 04.12.1926 | NÄ < Cassel                                  |
| Kassel            | 01.06.1936 | TE < Landkreis Kassel                        |
| Marburg           | 01.04.1929 | N < Kreis Marburg (t)                        |
| Marburg           | 01.12.1930 | TE < Landkreis Marburg                       |
| Wiesbaden         | 01.10.1926 | TE < Landkreis Wiesbaden                     |
| Wiesbaden         | 01.10.1928 | TE < Kreis Höchst und Landkreis Wiesbaden    |

### Ost- und Westpreußen
| kreisfreie Stadt | Datum      | Maßnahme                                         |
| ---------------- | ---------- | ------------------------------------------------ |
| Allenstein       | 01.04.1910 | N < Kreis Allenstein (t)                         |
| Allenstein       | 01.07.1936 | TE < Landkreis Allenstein                        |
| Danzig           | 29.03.1828 | TA > Landkreis Danzig                            |
| Danzig           | 15.10.1864 | TE < Landkreis Danzig                            |
| Danzig           | 23.02.1874 | TE < Landkreis Danzig                            |
| Danzig           | 01.04.1902 | TE < Kreis Danziger Höhe                         |
| Danzig           | 01.04.1907 | TE < Kreis Danziger Niederung                    |
| Danzig           | 01.04.1914 | TE < Kreise Danziger Höhe und Danziger Niederung |
| Danzig           | 10.01.1920 | U > Freie Stadt Danzig                           |
| Elbing           | 01.01.1874 | N < Kreis Elbing (t)                             |
| Elbing           | 26.10.1939 | U > Reichsgau Westpreußen                        |
| Graudenz         | 01.01.1900 | N < Kreis Graudenz (t)                           |
| Graudenz         | 10.01.1920 | U > Polen                                        |
| Insterburg       | 01.04.1902 | N < Kreis Insterburg (t)                         |
| Königsberg       | 29.03.1828 | TA > Landkreis Königsberg                        |
| Königsberg       | 01.04.1905 | TE < Landkreis Königsberg                        |
| Königsberg       | 10.06.1927 | TE < Landkreis Königsberg                        |
| Memel            | 01.04.1918 | N < Kreis Memel (t)                              |
| Memel            | 10.01.1920 | U > Memelland, später Litauen                    |
| Memel            | 01.10.1939 | U < Litauen                                      |
| Thorn            | 01.04.1900 | N < Kreis Thorn (t)                              |
| Thorn            | 01.04.1906 | TE < Landkreis Thorn                             |
| Thorn            | 10.01.1920 | U > Polen                                        |
| Tilsit           | 01.04.1896 | N < Kreis Tilsit (t)                             |
| Tilsit           | 02.07.1899 | TA > Landkreis Tilsit                            |
| Tilsit           | 20.01.1920 | TU > Memelland, später Litauen                   |
| Tilsit           | 01.10.1939 | U < Litauen                                      |

### Pommern
| kreisfreie Stadt    | Datum      | Maßnahme                                         |
| ------------------- | ---------- | ------------------------------------------------ |
| Greifswald          | 01.04.1913 | N < Kreis Greifswald (t)                         |
| Kolberg             | 01.05.1920 | N < Kreis Kolberg-Körlin (t)                     |
| Köslin              | 01.04.1923 | N < Kreis Köslin (t)                             |
| Stargard in Pommern | 01.04.1901 | N < Kreis Saatzig (t)                            |
| Stettin             | 26.09.1826 | A > Kreis Randow                                 |
| Stettin             | 16.03.1857 | N < Kreis Randow (t)                             |
| Stettin             | 01.04.1900 | TE < Kreis Randow                                |
| Stettin             | 15.10.1939 | TE < Landkreise Greifenhagen, Naugard und Randow |
| Stolp               | 01.04.1898 | N < Kreis Stolp (t)                              |
| Stralsund           | 05.09.1873 | N < Kreis Franzburg (t)                          |

### Posen
| kreisfreie Stadt | Datum      | Maßnahme                      |
| ---------------- | ---------- | ----------------------------- |
| Bromberg         | 29.05.1875 | N < Kreis Bromberg (t)        |
| Bromberg         | 10.01.1920 | U > Polen                     |
| Posen            | 18.09.1895 | TE < Kreis Posen-Ost          |
| Posen            | 01.04.1900 | TE < Kreis Posen-Ost          |
| Posen            | 10.01.1920 | U > Polen                     |
| Schneidemühl     | 01.04.1914 | N < Kreis Kolmar i. Posen (t) |

### Rheinland
| kreisfreie Stadt                           | Datum      | Maßnahme                                                        |
| ------------------------------------------ | ---------- | --------------------------------------------------------------- |
| Aachen                                     | 01.04.1897 | TE < Landkreis Aachen                                           |
| Aachen                                     | 01.04.1906 | TE < Landkreis Aachen                                           |
| Aachen                                     | 01.11.1922 | E < Kreis Eupen                                                 |
| Barmen                                     | 01.06.1861 | N < Kreis Elberfeld (t)                                         |
| Barmen                                     | 05.08.1922 | TE < Kreis Schwelm                                              |
| Barmen                                     | 01.08.1929 | A > Barmen-Elberfeld                                            |
| Barmen-Elberfeld                           | 01.08.1929 | N < Barmen und Elberfeld und Kreise Lennep (t) und Mettmann (t) |
| Barmen-Elberfeld                           | 25.01.1930 | NÄ > Wuppertal                                                  |
| Bonn                                       | 01.10.1887 | N < Kreis Bonn (t)                                              |
| Bonn                                       | 01.04.1904 | TE < Landkreis Bonn                                             |
| Coblenz                                    | 01.10.1887 | N < Kreis Coblenz (t)                                           |
| Coblenz                                    | 01.09.1891 | TE < Landkreis Coblenz                                          |
| Coblenz                                    | 01.04.1902 | TE < Landkreis Coblenz                                          |
| Coblenz                                    | 29.09.1923 | TE < Landkreis Coblenz                                          |
| Coblenz                                    | 14.05.1926 | NÄ > Koblenz                                                    |
| Cöln                                       | 01.09.1857 | NÄ < Köln                                                       |
| Cöln                                       | 01.04.1888 | TE < Landkreis Cöln                                             |
| Cöln                                       | 01.04.1910 | TE < Landkreis Cöln                                             |
| Cöln                                       | 01.04.1914 | E < Mülheim am Rhein; TE < Landkreis Mülheim am Rhein           |
| Cöln                                       | 10.04.1920 | NÄ > Köln                                                       |
| Crefeld                                    | 14.10.1872 | N < Kreis Crefeld (t)                                           |
| Crefeld                                    | 03.08.1901 | TE < Landkreis Crefeld                                          |
| Crefeld                                    | 15.10.1907 | TE < Landkreis Crefeld                                          |
| Crefeld                                    | 25.11.1925 | NÄ > Krefeld                                                    |
| Duisburg                                   | 24.01.1874 | N < Kreis Duisburg (grt)                                        |
| Duisburg                                   | 01.04.1902 | TE < Kreis Ruhrort                                              |
| Duisburg                                   | 01.10.1905 | TE < Kreis Ruhrort                                              |
| Duisburg                                   | 01.08.1929 | A > Duisburg-Hamborn                                            |
| Duisburg                                   | 01.04.1935 | NÄ < Duisburg-Hamborn                                           |
| Duisburg-Hamborn                           | 01.08.1929 | N < Duisburg, Hamborn und Landkreis Düsseldorf (t)              |
| Duisburg-Hamborn                           | 01.04.1935 | NÄ > Duisburg                                                   |
| Düsseldorf                                 | 16.08.1820 | A > Landkreis Düsseldorf                                        |
| Düsseldorf                                 | 20.04.1872 | N < Kreis Düsseldorf (t)                                        |
| Düsseldorf                                 | 01.04.1909 | TE < Landkreis Düsseldorf                                       |
| Düsseldorf                                 | 01.08.1929 | TE < Landkreis Düsseldorf                                       |
| Elberfeld                                  | 01.06.1861 | N < Kreis Elberfeld (t)                                         |
| Elberfeld                                  | 01.08.1929 | A > Barmen-Elberfeld                                            |
| Essen                                      | 28.02.1873 | N < Kreis Essen (t)                                             |
| Essen                                      | 01.08.1901 | TE < Landkreis Essen                                            |
| Essen                                      | 01.07.1905 | TE < Landkreis Essen                                            |
| Essen                                      | 01.04.1908 | TE < Landkreis Essen                                            |
| Essen                                      | 01.04.1910 | TE < Landkreise Essen und Mülheim an der Ruhr                   |
| Essen                                      | 01.04.1915 | TE < Landkreis Essen                                            |
| Essen                                      | 01.08.1929 | TE < Landkreis Essen                                            |
| Gladbach-Rheydt                            | 01.08.1929 | N < München-Gladbach, Rheydt und Kreis Gladbach (grt)           |
| Gladbach-Rheydt                            | 01.08.1933 | A > M. Gladbach (grt) und Rheydt                                |
| Hamborn                                    | 01.05.1911 | N < Kreis Dinslaken (t)                                         |
| Hamborn                                    | 01.07.1917 | TE < Kreis Dinslaken                                            |
| Hamborn                                    | 01.08.1929 | A > Duisburg-Hamborn                                            |
| Koblenz                                    | 14.05.1926 | NÄ < Coblenz                                                    |
| Koblenz                                    | 01.07.1937 | TE < Landkreis Koblenz                                          |
| Köln                                       | 01.09.1857 | NÄ > Cöln                                                       |
| Köln                                       | 10.04.1920 | NÄ < Cöln                                                       |
| Krefeld                                    | 25.11.1925 | NÄ < Crefeld                                                    |
| Krefeld                                    | 01.08.1929 | A > Krefeld-Uerdingen am Rhein                                  |
| Krefeld                                    | 25.04.1940 | NÄ < Krefeld-Uerdingen am Rhein                                 |
| Krefeld-Uerdingen am Rhein                 | 01.08.1929 | N < Krefeld und Kreise Kempen (t) und Krefeld (grt)             |
| Krefeld-Uerdingen am Rhein                 | 25.04.1940 | NÄ > Krefeld                                                    |
| Mülheim am Rhein                           | 01.05.1901 | N < Kreis Mülheim am Rhein (t)                                  |
| Mülheim am Rhein                           | 01.04.1914 | A > Cöln                                                        |
| Mülheim an der Ruhr                        | 01.01.1904 | N < Kreis Mülheim an der Ruhr (t)                               |
| Mülheim an der Ruhr                        | 01.04.1910 | TE < Landkreis Mülheim an der Ruhr                              |
| Mülheim an der Ruhr                        | 01.07.1920 | TE < Landkreis Essen                                            |
| Mülheim an der Ruhr                        | 01.08.1929 | TE < Landkreis Düsseldorf                                       |
| M. Gladbach (gesprochen: München Gladbach) | 01.08.1933 | N < Gladbach-Rheydt (grt)                                       |
| München-Gladbach                           | 01.01.1888 | N < Kreis Gladbach (t)                                          |
| München-Gladbach                           | 18.07.1921 | TE < Kreis Gladbach                                             |
| München-Gladbach                           | 01.08.1929 | A > Gladbach-Rheydt                                             |
| Neuß                                       | 01.04.1913 | N < Kreis Neuß (t)                                              |
| Neuß                                       | 01.08.1929 | TE < Landkreis Neuß                                             |
| Oberhausen                                 | 01.04.1901 | N < Kreis Mülheim an der Ruhr (t)                               |
| Oberhausen                                 | 20.04.1909 | TE < Landkreis Dinslaken                                        |
| Oberhausen                                 | 01.04.1910 | TE < Landkreis Mülheim an der Ruhr                              |
| Oberhausen                                 | 01.08.1929 | E < Osterfeld und Sterkrade                                     |
| Remscheid                                  | 01.01.1888 | N < Kreis Lennep (t)                                            |
| Remscheid                                  | 21.11.1892 | TE < Kreis Lennep                                               |
| Remscheid                                  | 01.08.1929 | TE < Kreis Lennep                                               |
| Rheydt                                     | 01.04.1907 | N < Kreis Gladbach (t)                                          |
| Rheydt                                     | 01.08.1929 | A > Gladbach-Rheydt                                             |
| Rheydt                                     | 01.08.1933 | N < Gladbach-Rheydt (t)                                         |
| Saarbrücken                                | 07.09.1909 | N < Kreis Saarbrücken (t)                                       |
| Saarbrücken                                | 01.10.1920 | U > Saargebiet                                                  |
| Saarbrücken                                | 01.03.1935 | U < Saargebiet                                                  |
| Saarbrücken                                | 01.04.1943 | TE < Sankt Avold                                                |
| Solingen                                   | 01.04.1896 | N < Kreis Solingen (t)                                          |
| Solingen                                   | 01.08.1929 | TE < Landkreis Solingen                                         |
| Sterkrade                                  | 01.07.1917 | N < Kreis Dinslaken (t)                                         |
| Sterkrade                                  | 01.08.1929 | A > Oberhausen                                                  |
| Trier                                      | 01.04.1888 | TA > Landkreis Trier                                            |
| Trier                                      | 19.06.1912 | TE < Landkreis Trier                                            |
| Trier                                      | 01.07.1930 | TE < Landkreis Trier                                            |
| Viersen                                    | 01.08.1929 | N < Kreis Gladbach (t)                                          |
| Wuppertal                                  | 25.01.1930 | NÄ < Barmen-Elberfeld                                           |

### Provinz Sachsen
| kreisfreie Stadt   | Datum      | Maßnahme                             |
| ------------------ | ---------- | ------------------------------------ |
| Aschersleben       | 01.04.1901 | N < Kreis Quedlinburg (t)            |
| Burg               | 01.06.1924 | N < Kreis Jerichow I (t)             |
| Burg               | 01.04.1930 | TE < Kreis Jerichow I                |
| Eisleben           | 01.04.1908 | N < Mansfelder Seekreis (t)          |
| Erfurt             | 01.10.1818 | A > Landkreis Erfurt                 |
| Erfurt             | 01.01.1872 | N < Kreis Erfurt (t)                 |
| Erfurt             | 01.04.1911 | TE < Landkreis Erfurt                |
| Halberstadt        | 01.01.1825 | A > Landkreis Halberstadt            |
| Halberstadt        | 01.01.1891 | N < Kreis Halberstadt (t)            |
| Halle an der Saale | 01.07.1828 | TA > Kreis Merseburg und Saalkreis   |
| Halle an der Saale | 01.04.1900 | TE < Saalkreis                       |
| Magdeburg          | 08.05.1828 | TA > Kreise Jerichow I und Wanzleben |
| Magdeburg          | 01.04.1887 | TE < Wanzleben                       |
| Magdeburg          | 01.04.1908 | TE < Kreis Wolmirstedt               |
| Magdeburg          | 01.04.1910 | TE < Kreise Jerichow I und Wanzleben |
| Magdeburg          | 01.04.1926 | TE < Kreis Wolmirstedt               |
| Merseburg          | 15.02.1921 | N < Kreis Merseburg (t)              |
| Mühlhausen         | 01.04.1892 | N < Kreis Mühlhausen (t)             |
| Naumburg (Saale)   | 01.04.1914 | N < Kreis Naumburg (t)               |
| Nordhausen         | 01.04.1882 | N < Kreis Nordhausen (t)             |
| Quedlinburg        | 01.04.1911 | N < Kreis Quedlinburg (t)            |
| Stendal            | 01.04.1909 | N < Kreis Stendal (t)                |
| Weißenfels         | 01.04.1899 | N < Kreis Weißenfels (t)             |
| Wittenberg         | 01.04.1922 | N < Kreis Wittenberg (t)             |
| Zeitz              | 01.04.1901 | N < Kreis Zeitz (t)                  |

### Schlesien
| kreisfreie Stadt            | Datum      | Maßnahme                                                                                    |
| --------------------------- | ---------- | ------------------------------------------------------------------------------------------- |
| Beuthen                     | 01.04.1890 | N < Kreis Beuthen (t)                                                                       |
| Beuthen                     | 15.06.1922 | TU > Polen                                                                                  |
| Beuthen                     | 01.01.1927 | TE < Landkreis Beuthen (Restkreis) und Kreis Tarnowitz (Restkreis)                          |
| Breslau                     | 01.04.1897 | TE < Landkreis Breslau                                                                      |
| Breslau                     | 01.04.1904 | TE < Landkreis Breslau                                                                      |
| Breslau                     | 01.04.1928 | TE < Landkreis Breslau, Kreise Neumarkt und Oels                                            |
| Brieg                       | 01.04.1907 | N < Kreis Brieg (t)                                                                         |
| Gleiwitz                    | 01.04.1897 | N < Kreis Tost-Gleiwitz (t)                                                                 |
| Gleiwitz                    | 01.01.1927 | TE < Kreis Hindenburg in Oberschlesien (Restkreis)                                          |
| Glogau                      | 01.04.1920 | N < Kreis Glogau (t)                                                                        |
| Görlitz                     | 01.07.1873 | N < Kreis Görlitz (t)                                                                       |
| Görlitz                     | 01.10.1925 | TE < Landkreis Görlitz                                                                      |
| Görlitz                     | 01.07.1929 | TE < Landkreis Görlitz                                                                      |
| Grünberg                    | 01.04.1922 | N < Kreis Grünberg (t)                                                                      |
| Grünberg                    | 01.10.1933 | A > Landkreis Grünberg                                                                      |
| Hindenburg in Oberschlesien | 01.01.1927 | N < Kreis Hindenburg in Oberschlesien (Restkreis) (grt) und Kreis Tarnowitz (Restkreis) (t) |
| Hirschberg                  | 01.04.1922 | N < Kreis Hirschberg im Riesengebirge                                                       |
| Kattowitz                   | 01.04.1899 | N < Kreis Kattowitz (t)                                                                     |
| Kattowitz                   | 15.06.1922 | U > Polen                                                                                   |
| Königshütte                 | 01.04.1898 | N < Landkreis Beuthen (t)                                                                   |
| Königshütte                 | 15.06.1922 | U > Polen                                                                                   |
| Liegnitz                    | 01.01.1874 | N < Kreis Liegnitz (t)                                                                      |
| Neisse                      | 01.06.1911 | N < Kreis Neisse (t)                                                                        |
| Neisse                      | 01.01.1921 | TE < Landkreis Neisse                                                                       |
| Neisse                      | 01.10.1926 | TE < Kreis Münsterberg                                                                      |
| Oppeln                      | 15.05.1899 | N < Kreis Oppeln (t)                                                                        |
| Ratibor                     | 01.04.1903 | N < Kreis Ratibor (t)                                                                       |
| Ratibor                     | 01.04.1910 | TE < Kreis Ratibor                                                                          |
| Schweidnitz                 | 01.04.1899 | N < Kreis Schweidnitz (t)                                                                   |
| Waldenburg (Schlesien)      | 01.04.1924 | N < Kreis Waldenburg (Schlesien) (t)                                                        |
| Waldenburg (Schlesien)      | 01.04.1934 | TE < Landkreis Waldenburg (Schlesien)                                                       |

### Schleswig-Holstein
Die Einteilung des Landes in einen Stadtkreis und 19 Landkreise galt ab dem 22. September 1867.
| kreisfreie Stadt | Datum      | Maßnahme                 |
| ---------------- | ---------- | ------------------------ |
| Altona           | 01.04.1890 | TE < Kreis Pinneberg     |
| Altona           | 01.07.1927 | TE < Kreis Pinneberg     |
| Altona           | 01.04.1937 | U > Hamburg              |
| Flensburg        | 01.04.1889 | N < Kreis Flensburg (t)  |
| Flensburg        | 01.05.1900 | TE < Landkreis Flensburg |
| Flensburg        | 01.04.1910 | TE < Landkreis Flensburg |
| Kiel             | 14.11.1883 | N < Kreis Kiel (t)       |
| Kiel             | 01.04.1893 | TE < Landkreis Kiel      |
| Kiel             | 01.04.1901 | TE < Kreis Plön          |
| Kiel             | 01.04.1910 | TE < Kreis Plön          |
| Kiel             | 01.10.1922 | TE < Kreis Eckernförde   |
| Kiel             | 01.05.1924 | TE < Kreis Bordesholm    |
| Kiel             | 01.04.1939 | TE < Kreis Plön          |
| Lübeck           | 01.04.1937 | U < Land Lübeck          |
| Neumünster       | 01.04.1901 | N < Landkreis Kiel (t)   |
| Neumünster       | 01.04.1938 | TE < Kreis Plön          |
| Wandsbek         | 01.04.1901 | N < Kreis Stormarn (t)   |
| Wandsbek         | 01.07.1927 | TE < Kreis Stormarn      |
| Wandsbek         | 01.04.1937 | U > Hamburg              |

### Westfalen
| kreisfreie Stadt   | Datum      | Maßnahme                                                 |
| ------------------ | ---------- | -------------------------------------------------------- |
| Bielefeld          | 01.10.1878 | N < Kreis Bielefeld (t)                                  |
| Bielefeld          | 01.04.1900 | TE < Landkreis Bielefeld                                 |
| Bielefeld          | 31.01.1907 | TE < Landkreis Bielefeld                                 |
| Bielefeld          | 01.10.1930 | TE < Landkreis Bielefeld                                 |
| Bocholt            | 01.09.1923 | N < Kreis Borken (t)                                     |
| Bochum             | 24.05.1876 | N < Kreis Bochum (t)                                     |
| Bochum             | 01.04.1904 | TE < Landkreis Bochum                                    |
| Bochum             | 01.04.1926 | TE < Landkreise Bochum und Gelsenkirchen                 |
| Bochum             | 01.08.1929 | TE < Landkreis Bochum und Kreis Hattingen                |
| Bottrop            | 01.01.1921 | N < Kreis Recklinghausen (t)                             |
| Buer               | 01.02.1912 | N < Landkreis Recklinghausen (t)                         |
| Buer               | 01.04.1928 | A > Gelsenkirchen-Buer                                   |
| Castrop-Rauxel     | 01.04.1928 | N < Landkreis Dortmund (t)                               |
| Dortmund           | 15.02.1875 | N < Landkreis Dortmund (t)                               |
| Dortmund           | 01.04.1905 | TE < Landkreis Dortmund                                  |
| Dortmund           | 10.06.1914 | TE < Landkreis Dortmund                                  |
| Dortmund           | 01.04.1918 | TE < Landkreis Dortmund                                  |
| Dortmund           | 01.04.1928 | E < Hörde; TE < Landkreis Dortmund                       |
| Dortmund           | 01.08.1929 | TE < Landkreise Bochum und Hörde                         |
| Gelsenkirchen      | 01.04.1897 | N < Kreis Gelsenkirchen (t)                              |
| Gelsenkirchen      | 01.04.1903 | TE < Landkreis Gelsenkirchen                             |
| Gelsenkirchen      | 01.04.1926 | TE < Landkreis Gelsenkirchen                             |
| Gelsenkirchen      | 01.04.1928 | A > Gelsenkirchen-Buer                                   |
| Gelsenkirchen      | 21.05.1930 | NÄ < Gelsenkirchen-Buer                                  |
| Gelsenkirchen-Buer | 01.04.1928 | N < Buer, Gelsenkirchen und Landkreis Recklinghausen (t) |
| Gelsenkirchen-Buer | 21.05.1930 | NÄ > Gelsenkirchen                                       |
| Gladbeck           | 01.01.1921 | N < Landkreis Recklinghausen (t)                         |
| Hagen              | 01.04.1887 | N < Kreis Hagen (t)                                      |
| Hagen              | 01.04.1901 | TE < Landkreis Hagen                                     |
| Hagen              | 01.08.1929 | TE < Landkreis Hagen                                     |
| Hamm               | 01.04.1901 | N < Kreis Hamm (t)                                       |
| Herford            | 01.04.1911 | N < Kreis Herford (t)                                    |
| Herne              | 01.07.1906 | N < Landkreis Bochum (t)                                 |
| Herne              | 01.04.1908 | TE < Landkreis Bochum                                    |
| Herne              | 01.04.1926 | TE < Landkreise Bochum und Gelsenkirchen                 |
| Herne              | 01.04.1928 | TE < Landkreis Dortmund                                  |
| Herne              | 01.08.1929 | TE < Landkreis Bochum                                    |
| Hörde              | 01.04.1911 | N < Landkreis Hörde (t)                                  |
| Hörde              | 01.04.1928 | A > Dortmund                                             |
| Iserlohn           | 01.04.1907 | N < Kreis Iserlohn (t)                                   |
| Lüdenscheid        | 01.04.1907 | N < Kreis Altena (t)                                     |
| Lünen              | 01.04.1928 | N < Landkreis Dortmund (t)                               |
| Münster            | 01.01.1875 | TE < Landkreis Münster                                   |
| Münster            | 01.04.1903 | TE < Landkreis Münster                                   |
| Osterfeld          | 01.01.1922 | N < Landkreis Recklinghausen (t)                         |
| Osterfeld          | 01.08.1929 | A > Oberhausen                                           |
| Recklinghausen     | 01.04.1901 | N < Kreis Recklinghausen (t)                             |
| Recklinghausen     | 01.04.1926 | TE < Landkreis Recklinghausen                            |
| Recklinghausen     | 01.08.1929 | TE < Landkreis Recklinghausen                            |
| Siegen             | 01.03.1923 | N < Kreis Siegen (t)                                     |
| Siegen             | 01.04.1937 | TE < Landkreis Siegen                                    |
| Wanne-Eickel       | 01.04.1926 | N < Landkreise Bochum (t) und Gelsenkirchen (grt)        |
| Wattenscheid       | 01.04.1926 | N < Landkreis Gelsenkirchen (t)                          |
| Witten             | 01.04.1899 | N < Landkreis Bochum (t)                                 |
| Witten             | 01.08.1929 | TE < Landkreise Bochum, Hagen und Hörde                  |